# Mannesmann
Mannesmann AG — нині неіснуючий німецький концерн.

## Історія
Компанія була заснована 16 липня 1890 року як Deutsch-Österreichische Mannesmannröhren-Werke Aktiengesellschaft, шляхом об'єднання декількох заводів з виробництва труб. У 1893 році штаб-квартира компанії переїхала з Берліна у Дюссельдорф.
У 2000 році компанія була розформована після ворожого поглинання з боку Vodafone Group. Активи (Atecs Mannesmann AG), які не цікавили Vodafone Group (виробництва автомобільних компонентів (колишні компанії VDO Adolf Schindling AG і Boge GmbH), виробництва систем і рішень для логістики, компресорів, насосів, кранів (Mannesmann Dematic AG)), були придбані Siemens AG. Частина активів Mannesmann AG (Rexroth) відійшла фірмі Robert Bosch GmbH. Mannesmannröhren-Werke AG відійшла компанії Salzgitter AG.